# Hans Luther
|  | Der findes flere personer med dette navn, se Hans Luther (flertydig) |
Hans Luther (født 10. marts 1879, død 11. maj 1962) var en tysk politiker (DVP). Han var i perioden 15. januar 1925 – 12. maj 1926 Tysklands 18. kansler.
Luther var uddannet jurist og arbejdede som advokat, før han begyndte at engagere sig politisk i 1907, da han blev borgmester i Magdeburg. I 1913 blev han sekretær for den tyske Städtetag, og blev overborgermester i Essen i 1918. I december 1922 udnævnte kansler Wilhelm Cuno ham til fødevare- og landbrugsminister. Denne position beholdt han til 1924, da Wilhelm Marx blev kansler. I 1925 blev Luther selv udnævnt til Tysklands kansler, men måtte gå af allerede året efter. Han var også fungerende præsident efter Friedrich Eberts død.
I 1930 blev han udnævnt til præsident for den tyske Reichbank, og kort efter tysk ambassadør i USA, en stilling han besad mellem 1933 og 1937, da han gik af på pension. Efter anden verdenskrig blev han benyttet som som rådgiver for den nye regering.

## Hans Luthers første kabinet, januar–december 1925
- Hans Luther, kansler
- Gustav Stresemann (DVP), udenrigsminister
- Martin Schiele (DNVP), indenrigsminister
- Otto von Schlieben (DNVP), finansminister
- Albert Neuhaus (DNVP), økonomiminister
- Heinrich Brauns (Z), arbeidsminister
- Josef Frenken (Z), justitsminister
- Otto Geßler (DDP), forsvarsminister
- Karl Stingl (BVP), postminister
- Rudolf Krohne (DVP), transportminister
- Gerhard Graf von Kanitz, fødevareminister

Ændringer
- 26. oktober 1925 – Schiele, Schlieben og Neuhaus trækker sig fra regeringen. De bliver erstattet (på fungerende basis) af Gessler (som samtidig forblev forsvarsminister) som indenrigsminister, Luther (som forblev kansler) som finansminister, og Krohne (som forblev transportminister) som økonomiminister.
- 21. november 1925 – Frenken trækker sig som justitsminister og bliver efterfulgt på midlertidig basis af kansler Luther.

## Luthers andet kabinet (januar–maj 1926)
- Hans Luther, kansler
- Gustav Stresemann (DVP), udenrigsminister
- Wilhelm Külz (DDP), indenrigsminister
- Peter Reinhold (DDP), finansminister
- Julius Curtius (DVP), økonomiminister
- Heinrich Brauns (Z), arbejdsminister
- Wilhelm Marx (Z), justitsminister
- Otto Geßler (DDP), forsvarsminister
- Karl Stingl (BVP), postminister
- Rudolf Krohne (DVP), transportminister
- Heinrich Haslinde (Z), fødevareminister

## Eksterne links
- Wikimedia Commons har flere filer relateret til Hans Luther